# Aerei della Aeronautica ungherese nella seconda guerra mondiale
Aerei impiegati dalla Magyar Királyi Honvéd Légierő durante la Seconda guerra mondiale.
N.B.: L'Ungheria impiegò velivoli di fabbricazione straniera, alcuni dei quali furono prodotti in Ungheria su licenza.

## Caccia
- Avia B-534
- Fiat C.R.32
- Fiat C.R.42 "Falco"
- Focke-Wulf Fw 190
- Heinkel He 112
- Messerschmitt Bf 109
- Messerschmitt Bf 110
- Messerschmitt Me 210
- Messerschmitt Me 410
- PZL P.11
- Reggiane Re.2000 "Falco I"
- Varga RMI-1

## Bombardieri
- Caproni Ca.101
- Caproni Ca.135
- Caproni Ca.310 "Libeccio"
- Dornier Do 17
- Dornier Do 23
- Dornier Do 215
- Heinkel He 111
- Junkers Ju 86
- Junkers Ju 87
- Junkers Ju 88

## Da addestramento
- Arado Ar 96
- Breda Ba.25
- Bücker Bü 131 "Jungmann"
- Bücker Bü 181 "Bestmann"
- Fabian Levante 555
- Focke-Wulf Fw 44 "Stieglitz"
- Focke-Wulf Fw 56
- Heinkel He 45
- IMAM Ro.41
- Klemm Kl 35
- Messerschmitt Bf 108 "Taifun"
- Nardi FN.305
- Praga E-39
- RWD-8
- Yakovlev UT-2 [[File:

Flag of the Soviet Union (1936 – 1955).svg|class=noviewer|
Unione Sovietica (bandiera)|border|20x16px]] (preda bellica)

## Da ricognizione
- Fiesler Fi 156 "Storch"
- Focke-Wulf Fw 189
- Fokker C.V
- Heinkel He 46
- Heinkel He 170
- IMAM Ro.37
- Potez 63.11
- Weiss WM-21 Sólyom

## Da trasporto
- Fiat G.12
- Focke-Wulf Fw 56
- Junkers Ju 52
- Savoia-Marchetti S.M.75